# Ankara Cup 2013
L'Ankara Cup 2013 è stato un torneo di tennis facente parte della categoria ITF Women's Circuit nell'ambito dell'ITF Women's Circuit 2013. Il torneo si è giocato a Ankara in Turchia dal 16 al 22 dicembre 2013 su campi in cemento indoor e aveva un montepremi di $50,000.

## Partecipanti

### Teste di serie
| Nazionalità | Giocatrice          | Ranking* | Testa di serie |
| ----------- | ------------------- | -------- | -------------- |
| Belgio      | Alison Van Uytvanck | 112      | 1              |
| Russia      | Marta Sirotkina     | 136      | 2              |
| Serbia      | Aleksandra Krunić   | 142      | 3              |
| Belgio      | An-Sophie Mestach   | 144      | 4              |
| Polonia     | Magda Linette       | 152      | 5              |
| Russia      | Viktorija Kan       | 153      | 6              |
| Turchia     | Çağla Büyükakçay    | 162      | 7              |
| Montenegro  | Danka Kovinić       | 167      | 8              |

- Ranking al 9 dicembre 2013.

### Altre partecipanti
Giocatrici che hanno ricevuto una wild card:
- İrem Kaftan
- İnci Öğüt
- İpek Soylu
- Ege Tomey

Giocatrici che sono passate dalle qualificazioni:
- Alix Collombon
- Ekaterine Gorgodze
- Polina Lejkina
- Ganna Poznikhirenko

Giocatrici che hanno ricevuto un entry come protected ranking:
- Vitalija D'jačenko

## Vincitrici

### Singolare
Vitalija D'jačenko ha battuto in finale  Marta Sirotkina con il punteggio di 6–7(3–7), 6–4, 6–4

### Doppio
Julija Bejhel'zymer /  Çağla Büyükakçay hanno battuto in finale  Eléni Daniilídou /  Aleksandra Krunić con il punteggio di 6–3, 6–3